# Francesco Laparelli
Francesco Laparelli da Cortona (Cortona, 5 de abril de 1521-isla de Creta, 20 de octubre de 1570) fue un ingeniero militar y arquitecto italiano del siglo XVI, asistente de Miguel Ángel que es recordado por haber sido enviado por el papa Pío IV para supervisar la construcción de La Valeta en la isla de Malta, su diseño más importante, realizado  por su asistente Girolamo Cassar tras su temprana muerte a causa de una plaga.

## Carrera temprana
Francisco Laparelli nació el 5 de abril de 1521 en Cortona, entonces dependiente de la república de Florencia, miembro de una de las familias más ricas e ilustres de la ciudad. De joven practicó el ejercicio de las armas, estudió matemáticas y arquitectura según los modelos definidos por Euclides y Vitruvio, y practicó el dibujo. Estuvo muy influido por conocer y trabajar con Gabrio Serbelloni, quien había sido enviado a Cortona por Cosme I de Médici, Gran Duque de Toscana para disponer las defensas de la ciudad durante el conflicto entre las repúblicas de Florencia y Siena.[cita requerida]
En 1560, Laparelli fue llamado a Roma por el papa Pío IV, a pedido de su primo Serbelloni, al que se le encomendó la tarea de restaurar las fortificaciones de Civitavecchia. En el mismo año diseñó varias fortificaciones para defender la nueva desembocadura del Tíber, y en 1561 dirigió las obras de defensa en la colina Vaticana. En 1565 completó el gran baluarte pentagonal del Castillo de Sant'Angelo, hizo avances en las defensas del Vaticano, colaboró con Michelangelo Buonarroti en las obras de la gran cúpula de la basílica de San Pedro y escribió sobre la estabilidad de la cúpula.[cita requerida]

## Malta

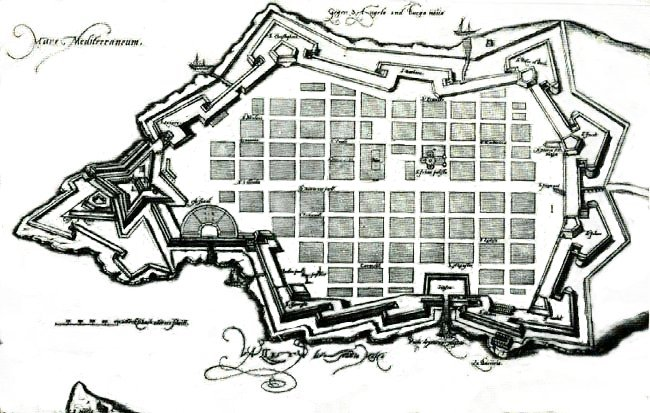
Mapa de La Valeta en la década de 1580

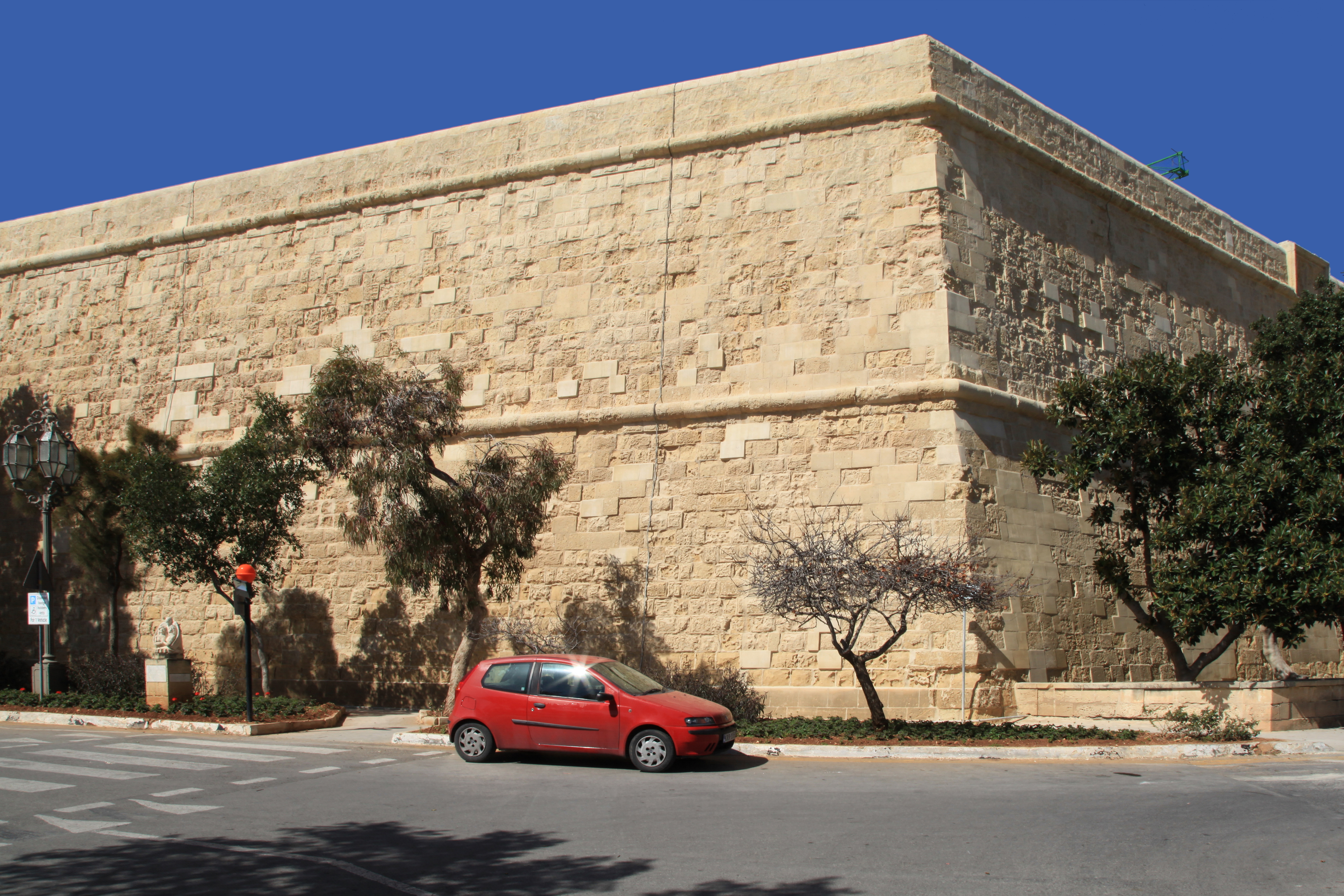
Saint James Cavalier, parte de las fortificaciones de La Valeta que conserva el diseño de Laparelli.

El Gran Asedio de Malta por los otomanos, que había durado cuatro meses, se levantó en septiembre de 1565 y dejó la isla en ruinas. El Gran Maestre Jean Parisot de la Valette de la Orden Hospitalaria de San Juan decidió reconstruir y eligió el terreno elevado del monte Sciberras como lugar para disponer la nueva fortaleza. Francesco Laparelli recibió el encargo de emprender su construcción. Fue enviado a Malta por el papa Pío V, quien también proporcionó dinero para la reconstrucción.
Laparelli llegó a la isla en diciembre de 1565 y entregó su primer informe a los caballeros el 3 de enero de 1566. Señalaba  que las fortificaciones de Birgu, Senglea y St. Elmo habían sufrido tanto que se necesitarían cuatro mil trabajadores que trabajaran las 24 horas del día para hacer las reparaciones básicas. En cambio, recomendaba una propuesta más rápida y económica de construir una nueva fortificación en el monte Sciberras. En un informe del 13 de enero, Laparelli presentaba una cuestión más contundente a favor de la nueva ciudad, argumentando que se necesitarían 12.000 hombres a pie y 200 caballos para defender la isla sin ella, pero que solo serían 5000 hombres si se construyera. Los caballeros enviaron mensajes a las cortes europeas en los que amenazaban con abandonar Malta si no contaban con la ayuda de dinero y de tropas. El 14 de marzo de 1566, tras recibir promesas de España y otros, decidieron seguir adelante.
Laparelli diseñó el plan de la ciudad basado en un patrón en cuadrícula para permitir que la brisa del mar fluyera a través de la ciudad con mayor facilidad en el verano, y diseñó el sistema de drenaje. Especificó que las murallas rodearían la ciudad y que el fuerte San Telmo sería reconstruido en la punta de la península de Scebarras. La primera piedra de la nueva ciudad de La Valeta se colocó en marzo de 1566. Felipe II de España envió a Giovan Giacomo Paleari Fratino para comprobar el diseño de las fortificaciones. Giacomo Bosio ha dejado constancia de la conversación entre el Fratino y Laparelli que tuvo lugar a principios de abril de 1566.
La propuesta final, publicada el 18 de junio de 1566, fue la de una ciudad fortificada que se extendía por la península hasta el fuerte San Telmo, con cuatro bastiones y dos caballerías que custodiasen el lado de tierra. En 1567 se perfeccionó el plan para incluir la profundización de la zanja hacia tierra y la construcción de cisternas, almacenes, revistas y otros edificios esenciales.
Laparelli abandonó Malta en 1569 para ayudar en la guerra naval del papado contra los turcos. La construcción de los edificios principales aún no había comenzado. Antes de que pudiera regresar, murió en 1570 a la edad de 49 años en Creta a causa de la plaga. La construcción de La Valeta fue continuada por su asistente maltés, Girolamo Cassar. 

## Trabajos mayores
- Cortona: fortaleza Medicea o del Girifalco (con Gabrio Serbelloni) (1556)
- Cortona: campanario de la Catedral (1566)
- Valletta, Malta: fortificaciones de la ciudad (1566)